# Rhodèsia (regió)

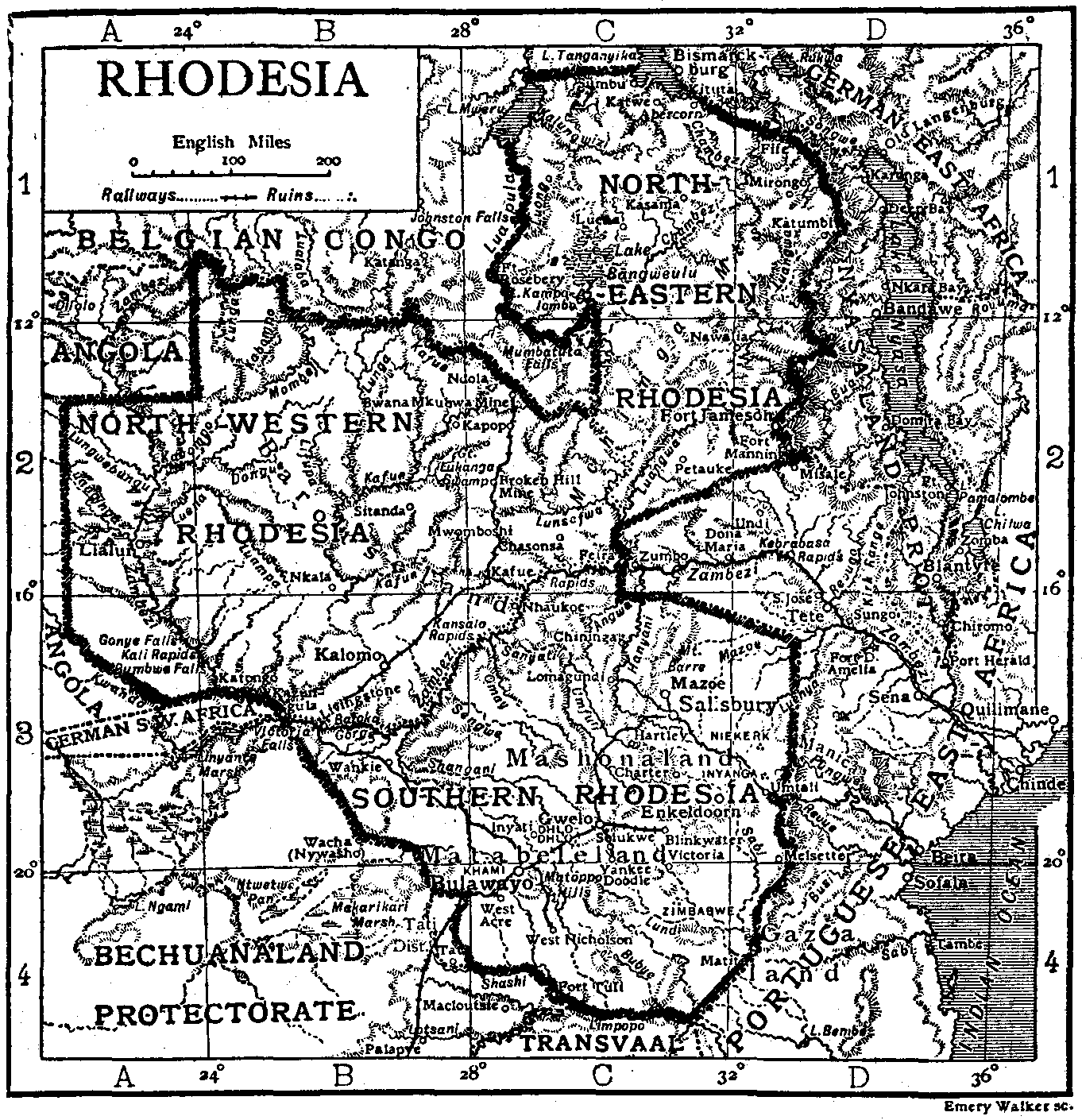
Mapa dels territoris de Rhodésie el 1911

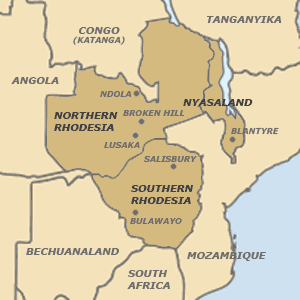
Mapa de la Federació de Rhodésie i Nyassalàndia mostrant les dues Rhodésies i Nyassalàndia (actual Malawi)

El nom de Rhodèsia (Rhodesia en anglès) fou utilitzat a partir de 1892 per la majoria dels primers colons per designar les possessions de la British South Africa Company (BSAC) a l'Àfrica austral en la regió de la conca del Limpopo-Zambèze, oficialitzat per la BSAC el maig de 1895 i pel Regne Unit el 1898[2]. El nom ret homenatge a Cecil Rhodes, home de negocis britànic, primer ministre de la colònia del Cap, fundador i administrador de la BSAC (el proposat nom de Cecília, en l'honor de la marquesa de Salisbury no va arrelar).
Més particularment, els territoris fins aleshores dividits en Zambèsia del Nord i Zambèsia del Sud amunt i avall del riu Zambèze, foren batejats com Rhodèsia del Nord (actual Zàmbie) l'any 1911 i Rhodèsia del Sud (actual Zimbàbue) l'any 1901. De 1964 a 1979, després de la independència de Zàmbie, el nom simplement de Rhodèsia va servir per designar la Rhodèsia del Sud. En 1979, aquesta darrera va ser breument anomenada Zimbàbue-Rhodèsia abans de reprendre el seu nom colonial de Rhodèsia del Sud i a continuació el nom de Zimbàbue el 1980.
El terme de Rhodèsia designa encara de vegades la regió del Sud-est de l'Àfrica que reagrupa els Estats de Zàmbia i de Zimbàbue, i eventualment de Malawi.

## Orígens dels territoris
Quan els colons europeus de la British South Africa Company s'establiren a la conca del Limpopo-Zambeze a partir de 1890, aquests territoris foren llavors coneguts sota els noms de Maxonalàndia, Matabelelàndia i Barotselàndia. Diversos noms foren proposats per designar aquests territoris, sobretot "Zambèsia" (o Zambezia), "Charterland" o territoris de la BSAC, i altres com Cecília. El nom de "Rhodesia" va ser utilitzat informalment pels primers colons i a continuació pels mitjans de comunicació regionals l'any 1891.
El primer periòdic imprès en el territori, a Salisbury, va agafar el nom de The Rhodesia Herald (1892) però no fou fins al 1895 que el nom fpu oficialment adoptat per la BSAC i reconegut pel govern britànic l'any 1898.

## Evolució de la denominació

### Actual Zàmbia
- 1890-1895 : Zambèsia del Nord (sota administració de la Companyia Britànica de l'Àfrica del Sud o British South Africa Company (BSAC)
- 1895-1899 : Protectorat de Rhodèsia (administració de la BSAC)
- 1899-1911 : Rhodèsia del Nord-oest (o Barotselàndia-Rhodèsia del Nord-oest), protectorat (administració de la BSAC)
- 1900-1911 : Rhodèsia del Nord-est, protectorat (administració de la BSAC)
- 1911-1924 : Rhodèsia del Nord (protectorat sota administració de la BSAC)
- 1924-1953 : Rhodèsia del Nord (protectorat);
- 1953-1964 : Federació de Rhodésie i Nyassalàndia — territori de Rhodèsia del Nord, protectorat
- Des de 1964 : República de Zàmbia

### Actual Zimbàbue

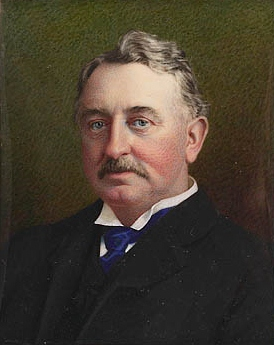
Cecil Rhodes (1853-1902)

- 1888-1894 : Maxonalàndia i Matabelelàndia (protectorat sota administració de la BSAC)
- 1894-1895 : Zambèsia del Sud (protectorat amb Matabelàndia i Maxonalàndia sota administració de la BSAC)
- 1895-1901 : Protectorat de Rhodèsia (sota administració de la BSAC)
- 1901-1923 : Rhodèsia del Sud, (protectorat sota administració de la BSAC)
- 1923-1953 : Rhodèsia del Sud (colònia britànica amb govern responsable)
- 1953-1964 : Federació de Rhodésie i Nyassalàndia — territori de Rhodèsia del Sud amb govern responsable
- 1964-1965 : Rhodèsia (colònia britànica amb govern responsable)
- 1965-1970 : Rhodèsia (declaració unilateral d'independència l'any 1965 amb lka reina com a cap d'estat)
- 1970-1979 : República de Rhodèsia
- 1979 : Zimbàbue-Rhodèsia
- 1979-1980 : Rhodésie del Sud (colònia britànica)
- des de 1980 : República de Zimbàbue